# Sven Lykke
Sven Lykke, folkbokförd Svein Aage Lykke, ursprungligen Andersen, född 23 december 1917 i Kristiania (nuvarande Oslo), Norge, död 18 februari 1997 i Katarina församling i Stockholm, var en norsk-svensk skådespelare, sångare, dansare, koreograf, kompositör och sångtextförfattare.
Sven Lykke var till en början reproduktionsfotograf och kopist men hade även utbildat sig på konstakademin i Oslo. År 1941 kom han till revyteatern Chat Noir i Oslo och 1946 till Sverige, där han arbetade som kemigraf. Vid sidan sysslade han med dans och uppträdde under namnet Duke Millan. Genom Gustaf Wally kom han så småningom i kontakt med Egon Larsson och fick uppdrag som dansare i filmen Flottans kavaljerer (1948). Det ena gav det andra och Sven Lykke fick engagemang inom såväl film som revy i Stockholm.
Han var 1955–1959 gift med sångerskan Anita Lindblom (1937–2020) samt 1969–1976 och 1993–1997 med Ann-Sofi Östh (1925–1999), tidigare gift med Jan Sparring.

## Koreograf
- 1951 – Spöke på semester
- 1953 – Alla tiders 91 Karlsson
- 1955 – Far och flyg
- 1964 – Drömpojken

### Filmografi
- 1950 – Södrans revy
- 1953 – Alla tiders 91 Karlsson
- 1955 – Far och flyg
- 1964 – Svenska bilder

## Teater

### Roller
| År   | Roll        | Produktion                                                                                   | Regi                      | Teater                  |
| ---- | ----------- | -------------------------------------------------------------------------------------------- | ------------------------- | ----------------------- |
| 1949 | Medverkande | Söder ställer ut, revy Kar de Mumma, Nils Perne och Sven Paddock                             | Sven Paddock Egon Larsson | Södra Teatern           |
| 1951 | Medverkande | Född i år, revy Karl-Ewert                                                                   | Werner Ohlson             | Odeonteatern, Stockholm |
| 1952 | Medverkande | Klart för start Karl-Ewert                                                                   | Werner Ohlson             | Odeonteatern, Stockholm |
| 1953 | Medverkande | Glädjen i topp revy Charles Henry, Allan Forss, Tryggve Arnesson, Karl-Ewert, Herr Dardanell | Werner Ohlson             | Odeonteatern, Stockholm |
| 1955 | Medverkande | C:55, revy Stig Bergendorff och Gösta Bernhard                                               | Gösta Bernhard            | Casinoteatern           |
| 1958 | Medverkande | Revy-Tut, revy Evert Lindberg, Rune Ek, Stig Grybe och Bengt Janzon                          | Stig-Ossian Ericson       | Casinoteatern           |
| 1960 | Medverkande | 11 44 99, revy                                                                               | Stig-Ossian Ericson       | Casinoteatern           |

### Koreografi
| År   | Produktion          | Upphovsmän                                                               | Regi          | Teater                  |
| ---- | ------------------- | ------------------------------------------------------------------------ | ------------- | ----------------------- |
| 1951 | Född i år, revy     | Karl-Ewert                                                               | Werner Ohlson | Odeonteatern, Stockholm |
| 1952 | Kom som du ä', revy | Karl-Ewert                                                               | Werner Ohlson | Odeonteatern, Stockholm |
| 1952 | Klart för start     | Karl-Ewert                                                               | Werner Ohlson | Odeonteatern, Stockholm |
| 1953 | Glädjen i topp revy | Charles Henry, Allan Forss, Tryggve Arnesson, Karl-Ewert, Herr Dardanell | Werner Ohlson | Odeonteatern, Stockholm |

### Fotnoter
1. 1 2  Sveriges Dödbok 1901–2009, DVD-ROM, Version 5.00, Sveriges Släktforskarförbund (2010).
2. ↑  ”Sven Aage Andersen”. Svensk Filmdatabas. http://www.sfi.se/sv/svensk-filmdatabas/Item/?type=PERSON&itemid=63662&ref=%2ftemplates%2fSwedishFilmSearchResult.aspx%3fid%3d1225%26epslanguage%3dsv%26searchword%3dSven+Aage+Andersen%26type%3dPerson%26match%3dBegin%26page%3d1%26prom%3dFalse. Läst 22 september 2012.
3. ↑  Sven Lykke (23.12.1917 - 18.02.1997) på 78-varvare. Åtkomst 27 januari 2014.
4. ↑  Perpetua (31 december 1948). ”Teaterannons”. Dagens Nyheter:  s. 23. http://arkivet.dn.se/arkivet/tidning/1948-12-31/355/23. Läst 14 februari 2016.
5. 1 2  ”Teater Musik Film”. Dagens Nyheter:  s. 10. 21 september 1951. http://arkivet.dn.se/arkivet/tidning/1951-09-21/255/10. Läst 6 mars 2016.
6. 1 2  ”Teater Musik Film”. Dagens Nyheter:  s. 9. 23 september 1952. http://arkivet.dn.se/arkivet/tidning/1952-09-23/259/9. Läst 6 mars 2016.
7. 1 2  Perpetua (2 januari 1953). ”Revysvep med Povel Ramel, Karl Gerhard och Odéon: Odeon: Glädjen i topp”. Dagens Nyheter:  s. 7. http://arkivet.dn.se/arkivet/tidning/1953-01-02/1/9. Läst 7 mars 2016.
8. ↑  ”Teaterannons”. Dagens Nyheter:  s. 33. 9 september 1955. https://arkivet.dn.se/tidning/1955-09-09/244/33. Läst 4 september 2020.
9. ↑  ”Teaterannons”. Dagens Nyheter:  s. 38. 15 oktober 1958. http://arkivet.dn.se/arkivet/tidning/1958-10-15/280/38. Läst 21 januari 2016.
10. ↑  S B-l (5 januari 1960). ”Stig Grybe & Co”. Dagens Nyheter:  s. 10. http://arkivet.dn.se/arkivet/tidning/1960-01-05/4/10. Läst 21 januari 2016.